# Carlos Gomes
Carlos Gomes este un oraș în Rio Grande do Sul (RS), Brazilia.